# 北澳棘鯛
北澳棘鯛為輻鰭魚綱鱸形目鱸亞目鯛科的其中一種，分布於澳洲西北部海域，體長可達40公分，棲息在沿海、河口區。